# パックマン チャンピオンシップ エディション DX
『パックマン チャンピオンシップ エディション DX』（パックマン チャンピオンシップ エディション デラックス、PAC-MAN CHAMPIONSHIP EDITION DX）は2010年11月に日本、北米、欧州で配信されたXbox 360、PlayStation 3用ゲームソフト。パックマン30周年記念作品。Xbox LiveおよびPlayStation Storeにて配信されたダウンロード専用ソフト。

## 概要
2007年に配信された『パックマン チャンピオンシップ エディション』をベースにした改良型。前作はパックマン世界一を決める目的で製作されたため上級者向けの内容だったが、本作は「手軽さ」と「爽快さ」を追求し、初心者から上級者まで楽しめる内容を目指して開発された。多数のゴーストを引き連れるゴーストトレインやボム（後述）といった新要素が加わった。
公式サイトではステージ、ボリューム、カスタマイズ要素について「過去最大級」と謳われている。マップやキャラクターのグラフィック、BGMは選択可能。グラフィックの中にはパックマニア風のものやドット絵風のものもある。
ネットワークに接続することでオンラインのハイスコアランキングに自動登録され閲覧できる。全プレイヤー内での位置によって、Sランク（上位5％以内）、Aランク（上位20％以内）、ランクB（上位40％以内）、ランクC（平均レベル）、ランクD（もう少しで平均レベル）、ランクE（初心者レベル）の6段階に評価される。また上位プレイヤーのリプレイを閲覧することも可能。
無料で1ステージのみプレイ可能な体験版も配信されている。
ナムコの過去のゲームをリメイクして送り出す「ナムコジェネレーションズ」の第一弾。第二弾は『ギャラガレギオンズ DX』が配信された。第三弾は『ダンシングアイ』のPS3リメイク版が予定されていたが、2012年4月26日に開発中止が発表された。
2016年には続編の『パックマン チャンピオンシップ エディション2』が配信されている。

## ゲームルール
主人公のパックマンを操作して、敵であるゴーストに接触しないようにしながら迷路（メイズ）の中に配置されたクッキー（黄色いドット）を全て食べることが目的のドットイートゲーム。初期の『パックマン』は迷路上のクッキーを全て食べるとステージクリアとなり、次のステージに移行したが、本作ではこのルールが変更されている。
メイズは右と左に分かれており、右半分あるいは左半分のクッキーを全て食べるとフルーツが出現、このフルーツを食べると迷路の半分が書き換えられ、新たなメイズとクッキー、ゴーストが配置される。

### パワークッキー
クッキーの中には稀に大きな「パワークッキー」が配置されている。これをパックマンが食べるとパワーアップし、青くなった（イジケ状態）ゴーストを食べることが可能になる。パワーアップ状態を継続させたままゴーストを食べると400点→800点→1200点→1600点→2000点→2400点→2800点→3200点と増加する。
本作では、ゴーストがパワークッキーを所持しているものもある。通常は食べることができないが、パワーアップ状態で食べることで、パワーアップ状態の制限時間を延長することができる。

### ボム
本作で追加された新要素。ボムを所持している状態でいずれかのボタンを押すとパックマンはボムを使用する。これによりパックマンの近くにいるゴーストを中央の「ゴーストの巣」に追い払うことができる。ただし、ボムの使用回数には制限があり、画面左上の爆弾マークに使用回数が表示されている。メイズ上に稀に配置されているアイテムのボムを取得するか、ボムを持ったゴーストをパワーアップ状態で食べることで、ボムの所持数を増やすことができる。

### トレイン
メイズの中には緑色の「眠りゴースト」が配置されている。この眠りゴーストは接触するとミスになるものの、通常は動かない。ゴーストを引き連れたパックマンが接近すると、目を覚ましてパックマンを追跡するようになる。多数の列車のように引き連れることができ、この状態を「トレイン」と呼ぶ。トレイン状態のゴーストをパワーアップ後に一気に食べることでスコアを劇的に伸ばすことができる。ゴーストトレインは最大30匹まで引き連れることができる。

## ゲームスピード
点を稼げば稼ぐほどゲームスピードが50まで上昇する。ゲームスピードが上昇するとパックマンの移動速度、ゴーストの移動速度のいずれも高速になるため素早いコントロールが要求される。ゲームスピードは画面中央下段に表示され、ミスすると10段階、ボムを使用すると1段階だけ下がる。

### スローモーション
パックマンにゴーストが接近してピンチになると自動的にスローモーション演出になる。ミスを回避しやすくなっており、初心者用の救済手段として用意されている。

## 競技
同じマップでも何種類かのゲームモードがあり、それぞれ「競技」と呼ばれている。
スコアアタック
規定時間内（5分と10分がある）にどれだけ高いスコアを出せるかを競う。
ゴーストコンボ
パワーアップ状態でゴーストを連続で食べた数を競う。パワーアップ状態が途切れるとカウントは0に戻る。パワーアップ状態でさらにパワークッキーを食べるとパワーアップ状態を持続できるので、これがカギとなる。規定時間が経過すると終了になるが、セレクトボタンで終了させることもできる。
タイムトライアル
コースの1ループ分をいかに早くクリアできるかのクリアタイムを競う。
タイムトライアル（ショート）
タイムトライアルのコースを短く区切ったもの。タイムトライアル（ショート）の合計タイムもランキング対象になる。

## ステージ
チャンピオンシップII
本作のメインコース。左右に1本のワープゾーン、上下に2本のワープゾーンがある。前作の「チャンピオンシップ」用コースを改良したもの。
ハイウェイ
左右に7本、上下に2本のワープゾーンがある。前作の「エキストラ1」コースを改良したもの。
ジャンクション
ジャンクション（道路の接合点）のように複数のルートが交差したマップ。上下に10本、左右に3本のワープゾーンを持つ。
スパイラル
左右それぞれに同心円状にルートが配置されているコース。渦巻き上に配置されたクッキーを通るルートがある。
マンハッタン
十字路が整然と並んだマップのコース。
ダンジョン
洞窟の中のように壁面が多く、ルートが狭いコース。
チャンピオンシップI
前作の「チャンピオンシップ」用コース。前作ベースのため眠りゴーストが配置されていない。
ハーフ
左側にしかクッキーが配置されない特殊なコース。メイズ上には道をふさぐように眠りゴーストが配置されている。
ダークネス
真っ暗なコースで、パックマンとゴーストの周囲のみスポットライト的に照らされる。コースは上記のものから選択する。
フリー
パックマンの残機、ボムが無限で自由にコースを選択できる練習用コース。